# Sežigalec trupel
Sežigalec trupel, v izvirniku Spalovač mrtvol, je roman češkega pisatelja Ladislava Fuksa. Izdan je bil leta 1967, prevod Tatjane Jamnik v slovenščino pa leta 2008. Prevajalka je za delo prejela nagrado Društva slovenskih književnih prevajalcev. Film z istim naslovom je bil predvajan leta 1969, režiral ga je Juraj Herz, predstavnik češkega novega vala.

## Vsebina
Na začetku romana je citat italijanskega avtorja Giovannija Papinija: »Največja hudičeva ukana je, ko sam o sebi širi glas, da ga ni.« Zgodba je postavljena v leti 1938 in 1939 v predvojno atmosfero Prage. Glavnega junaka Karla Kopfrkingla spoznamo kot miroljubnega in poduhovljenega občana, moža in očeta. Njegov vzneseni odnos do sveta se kaže v poimenovanjih in preimenovanjih ljudi in predmetov v okolici. Ženo Marijo kliče Lakme, večkrat pa jo nagovarja s pridevniki nežna, nebeška, nadoblačna, najčistejša, neizgovorljiva. Podobna poimenovanja uporablja tudi za ostale družinske člane, pa tudi za mačko. Živali so zanj človeške sestre. Svetovni nazor opira na vzhodne filozofske in religiozne nauke, ki jih črpa iz Knjige o Tibetu avtorice Alexandre David Néel. Tako prepričanje je npr. zakon reinkarnacije. Duša je ujeta v telesu, po koncu življenja se iz njega osvobodi v eter in reinkarnira v novem telesu. Upepeljevanje naj bi po njegovem mnenju ta proces pospešilo, kar da njegovi službi (dela v praški upepeljevalnici, ki jo imenuje Hram smrti) večjo vrednost. S ponosom poudarja, da je abstinent in ne uživa ne alkohola ne cigaret. Že na začetku pripovedi izpostavi občutek, da za družino ne naredi dovolj. Njegovo občutljivo naravo podpira ljubezen do klasične glasbe.
Dolgoletni prijatelj Karla Kopfrkingla, Willi Reinke, je zagovornik nacionalsocialistične ideologije. Nemška kri je po njegovem mnenju večvredna, Nemci pa močni stoodstotni ljudje, ki so se pripravljeni boriti za idealen novi svet. Judovska populacija je po njegovem (in splošnem nacističnem) prepričanju med nasprotniki boljše prihodnosti v rajhu in jo je treba odstraniti. S tem naj bi se pomagalo tudi Judom samim. Kot spreten in vztrajen govorec Karla počasi prepriča, da je tudi v njem nemška kri. To je začetek spremembe Karlovega svetovnega nazora. Preplet tibetanskih in nacističnih vrednot, njegove želje po napredovanju in dovoljšnje labilnosti ga pelje do skrajnih dejanj. Ko ga Willi prepriča, da je njegova žena Judinja, ki bo v prihodnosti zgolj trpela, se Karl odloči za njen umor. Prav tako ubije sina, načrtovani umor hčere pa se mu ne posreči.
Zgodba se odvija deloma v zasebnem prostoru, doma pri Karlu Kopfrkinglu, deloma pa na javnih mestih. Začne se v živalskem vrtu pri leopardovi kletki, kjer je 17 let pred tem spoznal ženo. Nadaljuje se v gostilni, kjer sklepa posle, od tam pa preide v enega bolj kompleksno zastavljenih prostorov, v panoptikum madame Tussaud. Prostorska in vsebinska razčlenjenost tega segmenta v povezavi z jezikovnim slogom napoveduje nadaljnje dogajanje v romanu. Kopfrkingla spremljamo v upepeljevalnici, na praških ulicah in v trgovinah. Z Willijem in sinom Milijem obišče boksarsko tekmo, njegova dokončna notranja preobrazba pa se zgodi v bogato opremljeni nemški igralnici. Zadnji prizor z družino se odvija na razglednem stolpu, kjer je Kopfrkingl že odločen o nadaljnjih korakih.

## Tema, motivi, slog
Vojno tematiko Fuks vpeljuje v psihološko dodelanem majhnem svetu posameznika, kjer ima ključno vlogo vpliv prepričljivega govorca. Predstavi nam, s kakšno lahkoto se lahko spremeni sistem vrednot malega človeka in kako je ta povezan s sistemom vrednot okolja. Ideologijo, ki je med drugo svetovno vojno omogočila množične zločine, z zgodbo v zgodbi primerja s širjenjem kuge v začetku novega veka. Protagonist je priča predstavi, ki simbolno napove njegovo prihodnost.
Fuks z izrazitim ponavljanjem elementov ustvarja ritem pripovedi. Te elementi so deloma simboli, npr. rdečelično dekle v črni obleki, debelejši možic s trdim ovratnikom in rdečim metuljčkom ali starejša ženska z očali in vrčkom piva. Vsi so postavljeni v več situacij in prevzemajo različne vloge, a so vedno opisani na enak način. Ponavljajo se tudi izjave glavnega junaka, tako na vsebinski kot formalni ravni. Z dodajanjem novih elementov ponavljanju posameznih miselnih vzorcev avtor postopoma preoblikuje sistem vrednot protagonista do skrajnosti, celotna izpeljava pa je podana na sproti komaj zaznaven način.
Jezik je v slovenskem prevodu strogo knjižni z izjemo pogovorov para, ki se pojavi v več situacijah in se prepira v osrednjeslovenskem pogovornem jeziku. Tudi jezikovna izbira podpira zgodbeno intenco romana. Liki dobijo groteskno podobo, ki ima podlago že v njihovih psiholoških zasnovah. Postavljeni so v skrajne situacije in njihovi odzivi jih delajo nenaravne, delujejo kot lutke.